# Hormetica bambui
Hormetica bambui är en kackerlacksart som beskrevs av Rocha e Silva 1979. Hormetica bambui ingår i släktet Hormetica och familjen jättekackerlackor. Inga underarter finns listade i Catalogue of Life.